# さちのか

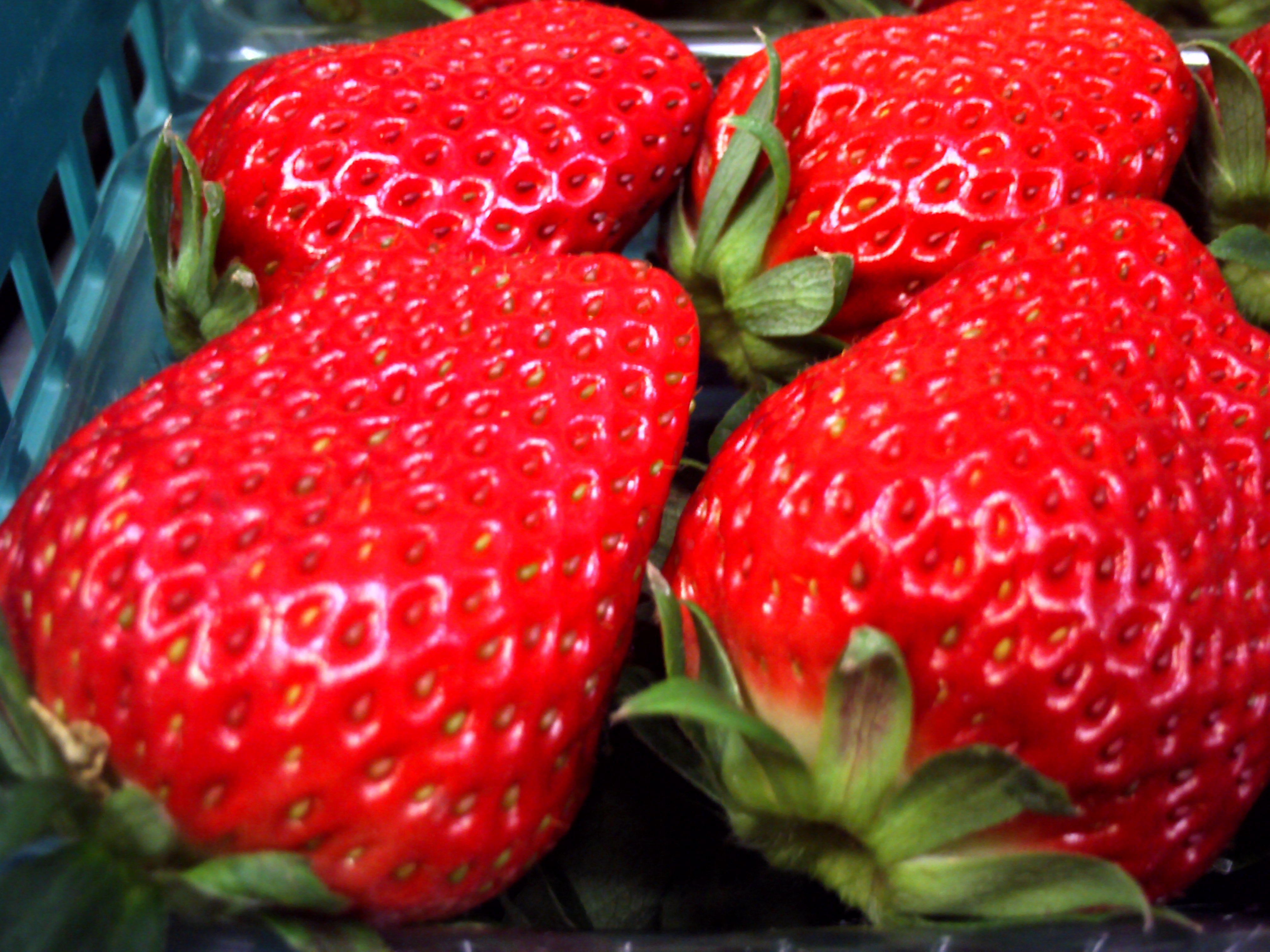
さちのか（福岡県産）

さちのかはイチゴの品種。日本の農業・食品産業技術総合研究機構（農研機構）の野菜茶業研究所（現・果樹茶業研究部門）で育成された。漢字表記で幸の香と表記することもある。

## 特徴
長楕円形でとよのかと比べると小ぶりだが、色つき、光沢、香りは優れる。果皮が硬めで輸送時などに傷みにくい。
ビタミンCの含有率が高い。

## 開発
とよのかとアイベリーを交配させた品種である。

## 名称
西日本で広く普及したはるのか、とよのか（どちらも福岡県久留米の育成品種）の伝統を踏まえた品種であることから命名された。とちおとめ（栃木県育成品種）、さがほのか（佐賀県育成品種）のように育成元を特定するような文字が入っていないのは、日本全国に普及することを願っての命名である。

## 韓国における無断栽培問題
農研機構は日本国内以外にさちのかの栽培許諾を認めていない。種や苗を日本国外に持ち出すこと、日本国外で栽培されたさちのかの果実を日本国内に持ち込むことは種苗法、関税定率法の違反行為となる。
大韓民国（韓国）の論山市は韓国のイチゴ生産の中心でもあり、毎年「イチゴ祭り」が開催されているが、2002年にはさちのか栽培指針を記したパネル展示や韓国産さちのかの販売が行われていた。2005年に韓国農水産物流公社が作成した韓国国際展示会のパンフレットにはとちおとめとさちのかが「韓国産イチゴ」として記載されていた。
野菜茶業研究所では育成者権利保護のため、日本に輸入されるイチゴが無断栽培されたものか否か判定するDNA型鑑定の技術確保に取り組み、品種同定の理論を構築した。